# 日本プロ野球選手会
日本プロ野球選手会（にほんプロやきゅうせんしゅかい、英語：Japan Professional Baseball Players Association、略称：JPBPA）は、日本野球機構（NPB）に加盟のプロ野球球団に所属するプロ野球選手を会員とする日本の団体である。団体の性格に合わせて労働組合と一般社団法人の2法人が登記されている。
1. 労働組合日本プロ野球選手会 - 選手の待遇改善や地位向上など要求に基づいて団結し、団体交渉を行う。以下労働組合選手会と記す。
2. 一般社団法人日本プロ野球選手会 - 野球全体の発展を目的とする社会活動を行う。以下社団法人選手会と記す。

実質的にはどちらも同一会員による同一組織で、同一団体が制度上2つの形態を有するものであり、本項目は両方を扱う。NPB選手の内、日本国籍を有する選手は原則として全員が会員となっている。が、選手兼任監督については監督が管理職として扱われるため、労働組合から脱退して社団法人にのみ加入する形となる。中央2組織の他に日本プロ12球団に置かれる球団選手会がある。

## 概要
労働組合選手会は選手の待遇改善、地位向上を目指し、社団法人選手会は野球全体の発展を目的として、野球教室やチャリティー活動などを展開している。
「退団金共済制度」が制定されており、毎年10か月分任意の額を積み立て、引退時に利息をつけて返金する制度がある。
なお、労働組合選手会は、日本労働組合総連合会（連合）、全国労働組合総連合（全労連）、全国労働組合連絡協議会（全労協）のいずれのナショナルセンター・労組間共闘組織にも属しない中立の労働組合である。
球団オーナー側からは、選手個人は税法上個人事業者と扱われるため、「正式な労働組合ではない」との声もあったが、1985年に東京都地方労働委員会（現・東京都労働委員会）に労働組合として認定され、労働組合として法人登記されており、プロ野球再編問題の際、日本野球機構を相手取って合併を行わないよう求めた仮処分申請において、東京高裁は労働組合法上の団体交渉権を有すると判断している（申請そのものは棄却）。

## 沿革
- 1946年11月3日 - 任意団体として日本野球選手会発足。
- 1947年4月14日 - 選手と経営者の対等な立場を確約し、選手の人権保障と自由を謳った憲章を宣言。あわせて10年選手制度を導入。
- 1980年8月15日 - 社団法人として法人格取得（社団法人日本プロ野球選手会設立）。
- 1983年7月23日 - 選手会臨時総会に於いて労働組合結成の方針が決定される。
  - 前年1982年オフに不当解雇された高橋博士（ロッテ）への支援活動を契機として、中畑清（巨人、のち選手会長）を中心に進められた。事務局長には前日本ハムの西井敏次が就く[5]。
- 1984年7月21日 - 労働組合法外の組織として労働組合日本プロ野球選手会発足
- 1985年11月5日 - 東京都労働委員会から労働組合として認定。
- 1985年11月19日 - 法人登記をして労働組合日本プロ野球選手会発足。ストライキ権を取得。各12球団の選手会も傘下の組合組織となったが、ヤクルトスワローズ選手会は親会社の意向[注釈 5]により脱会。
- 1986年 - 同年から選手会・読売テレビとの共同で「プロ野球12球団インドア競技大会」（現・超プロ野球 ULTRA）をシーズンオフに開催[6]。
- 1989年 - ヤクルト選手会が復帰。
- 1992年 - かねてからNPBに要求してきたフリーエージェント制度が、この年の日本シリーズ終了後からNPBで施行。
- 2004年 - 球団合併阻止→新球団加盟促進を要求し初のストライキを決行。詳細はプロ野球再編問題やプロ野球ストライキを参照のこと。
- 2012年10月19日 - 社団法人選手会が一般社団法人への移行を認められる[7]。
- 2016年5月 - 熊本地震復興支援活動として、日本プロサッカー選手会と共同でチャリティーオークションを実施。
- 2020年4月8日 - 年頭から日本国内で新型コロナウイルス感染症の感染が拡大していることを背景に、選手会への参加選手による「新型コロナウイルス感染症：拡大防止基金」への支援を「READYFOR」（日本最大級のクラウドファンディングサービス）を通じて7月2日まで実施[8]。
- 2020年6月15日 - 新型コロナウイルス感染拡大の影響で、日本高等学校野球連盟（日本高野連）が第102回全国高等学校野球選手権大会と全ての地方大会を中止したことを背景に、選手会に参加している支配下登録選手全員からの寄付金（総額1億円）を日本高野連に贈呈することを発表。地方大会の代替措置として都道府県高野連が独自に開催する大会や、2021年以降の地方大会などの運営を支援するための寄付で、贈呈された寄付金は日本高野連を通じて全都道府県の高野連へ均等に配分される[9]。

## プロ野球構造改革協議会
2004年、2回目のストライキを回避した時に、選手会と日本プロ野球組織 (NPB) が結んだ合意事項に、この協議会を設置して、時間をかけて各課題を徹底的に話し合うことが盛り込まれた。
主な改革の状況、課題
- セ・パ両リーグの交流戦が実現。
- ドラフト改革は、高校生と大学・社会人の二回に分けて行う分離ドラフトを実施。

→2008年ドラフト以降は再び一括開催に戻っている。
- 大学・社会人の自由獲得枠が2枠から1枠へ。

→自由獲得枠が1枠になった際に名称を「希望枠」に変更。2008年ドラフト以降は希望枠も完全撤廃となり、1位指名は全て入札制となった。
- 年俸一億円以上の選手の減俸制限が、30%から40%に緩和。
- プロをめざす選手の受け皿を拡大するための育成枠を新設。
- フリーエージェント権（FA権）取得年数は、現行の9年のまま。

→ドラフト自由獲得枠撤廃に伴い最短7年に短縮。詳しくはフリーエージェントの項を参照。
- フリーエージェント (FA) 資格取得に必要な登録日数に算入できる上限を30日から60日に増やす譲歩案を日本プロ野球組織 (NPB) が提示したが、選手会側は、投手については90日とすることなどを求め、合意に至らなかった。

- 2006年オフのオリックスの中村紀洋の契約更新問題を受けて、戦力外となる選手の扱いなどに関するルールを明確化するように要求した。

## 歴代会長・理事長
球団名は就任当時の在籍球団

### 労働組合日本プロ野球選手会会長（選手長）
|      | 会長名     | 球団名                       | 就任日        |
| ---- | ---------- | ---------------------------- | ------------- |
| 初代 | 中畑清     | 読売ジャイアンツ             | 1985年11月5日 |
| 2代  | 原辰徳     | 読売ジャイアンツ             | 1989年7月25日 |
| 3代  | 岡田彰布   | 阪神タイガース               | 1992年7月26日 |
| 4代  | 正田耕三   | 広島東洋カープ               | 1995年12月5日 |
| 5代  | 古田敦也   | ヤクルトスワローズ           | 1998年12月4日 |
| 6代  | 宮本慎也   | ヤクルトスワローズ           | 2005年12月1日 |
| 7代  | 新井貴浩   | 阪神タイガース               | 2008年12月4日 |
| 8代  | 嶋基宏     | 東北楽天ゴールデンイーグルス | 2012年12月6日 |
| 9代  | 炭谷銀仁朗 | 埼玉西武ライオンズ           | 2017年12月7日 |
| 10代 | 會澤翼     | 広島東洋カープ               | 2021年12月6日 |

### 一般社団法人（旧・社団法人）日本プロ野球選手会理事長
|      | 理事長名   | 球団名                   | 就任日        |
| ---- | ---------- | ------------------------ | ------------- |
| 初代 | 安村和雄   |                          | 1980年8月15日 |
| 2代  | 落合博満   | ロッテオリオンズ         | 1985年11月1日 |
| 3代  | 石毛宏典   | 西武ライオンズ           | 1987年12月3日 |
| 4代  | 岡田彰布   | 阪神タイガース           | 1989年12月4日 |
| 5代  | 岡崎郁     | 読売ジャイアンツ         | 1992年12月1日 |
| 6代  | 辻発彦     | 西武ライオンズ           | 1993年12月7日 |
| 7代  | 伊東昭光   | ヤクルトスワローズ       | 1995年12月5日 |
| 8代  | 川相昌弘   | 読売ジャイアンツ         | 1998年12月4日 |
| 9代  | 立浪和義   | 中日ドラゴンズ           | 2001年12月7日 |
| 10代 | 小久保裕紀 | 読売ジャイアンツ         | 2005年12月1日 |
| 11代 | 井端弘和   | 中日ドラゴンズ           | 2009年12月3日 |
| 12代 | 東出輝裕   | 広島東洋カープ           | 2013年12月5日 |
| 13代 | 大島洋平   | 中日ドラゴンズ           | 2015年12月3日 |
| 14代 | 松田宣浩   | 福岡ソフトバンクホークス | 2019年12月5日 |
| 15代 | 丸佳浩     | 読売ジャイアンツ         | 2021年12月6日 |

## 現在の役員

### 労働組合「日本プロ野球選手会」役員
（2025年6月現在、セ・パ別本拠地順）
|          | 氏名     | 所属           |
| -------- | -------- | -------------- |
| 会長     | 會澤翼   | (広島)         |
| 副会長   | 大城卓三 | (巨人)         |
| 副会長   | 大貫晋一 | (DeNA)         |
| 副会長   | 中野拓夢 | (阪神)         |
| 副会長   | 堂林翔太 | (広島)         |
| 副会長   | 松本剛   | (日本ハム)     |
| 副会長   | 田中和基 | (楽天)         |
| 副会長   | 外崎修汰 | (西武)         |
| 副会長   | 中村奨吾 | (ロッテ)       |
| 副会長   | 若月健矢 | (オリックス)   |
| 副会長   | 周東佑京 | (ソフトバンク) |
| 運営委員 | 大野雄大 | (中日)         |
| 運営委員 | 秋山翔吾 | (広島)         |
| 運営委員 | 源田壮亮 | (西武)         |
| 運営委員 | 近藤健介 | (ソフトバンク) |
| 運営委員 | 森忠仁   | (事務局)       |
| 会計監査 | 清水昇   | (ヤクルト)     |
| 会計監査 | 藤嶋健人 | (中日)         |

### 一般社団法人「日本プロ野球選手会」役員
任期：2023年12月7日 - 2025年12月6日（2024年4月1日現在、セ・パ別本拠地順）
|          | 氏名       | 所属                   |
| -------- | ---------- | ---------------------- |
| 理事長   | 丸佳浩     | (巨人)                 |
| 専務理事 | 會澤翼     | (広島)                 |
| 常務理事 | 堂林翔太   | (広島)                 |
| 常務理事 | 杉本裕太郎 | (オリックス)           |
| 常務理事 | 森忠仁     | (事務局)               |
| 理事     | 大城卓三   | (巨人)                 |
| 理事     | 清水昇     | (ヤクルト)             |
| 理事     | 大貫晋一   | (DeNA)                 |
| 理事     | 柳裕也     | (中日)                 |
| 理事     | 中野拓夢   | (阪神)                 |
| 理事     | 松本剛     | (日本ハム)             |
| 理事     | 田中和基   | (楽天)                 |
| 理事     | 外崎修汰   | (西武)                 |
| 理事     | 中村奨吾   | (ロッテ)               |
| 理事     | 周東佑京   | (ソフトバンク)         |
| 理事     | 辻村英雄   | (川崎重工業社外取締役) |
| 理事     | 米田惠美   | (公認会計士)           |
| 監事     | 宮井康行   | (弁護士・公認会計士)   |
| 監事     | 松本泰介   | (弁護士)               |

## 各球団選手会役員
2025年の役員（セ・パ別本拠地順）

### セントラル・リーグ所属球団の選手会役員
| 読売ジャイアンツ       | 読売ジャイアンツ                      |
| ---------------------- | ------------------------------------- |
| 会長                   | 大城卓三                              |
| 副会長                 | 戸郷翔征、中川皓太                    |
| 東京ヤクルトスワローズ |                                       |
| 会長                   | 清水昇                                |
| 副会長                 | 木澤尚文、古賀優大、 丸山和郁         |
| 横浜DeNAベイスターズ   |                                       |
| 会長                   | 大貫晋一                              |
| 副会長                 | 桑原将志                              |
| 役員                   | 関根大気、東克樹、 伊勢大夢、山本祐大 |

| 中日ドラゴンズ | 中日ドラゴンズ                |
| -------------- | ----------------------------- |
| 会長           | 藤嶋健人                      |
| 副会長         | 清水達也、石橋康太            |
| 書記           | 村松開人、田中幹也、 松山晋也 |
| 阪神タイガース |                               |
| 会長           | 中野拓夢                      |
| 副会長         | 湯浅京己                      |
| 会計           | 村上頌樹                      |
| 書記           | 小幡竜平                      |
| 広島東洋カープ |                               |
| 会長           | 堂林翔太                      |
| 会長補佐       | 野間峻祥                      |
| 副会長         | 中崎翔太、栗林良吏            |
| 書記           | 森下暢仁                      |
| 会計           | 坂倉将吾                      |

### パシフィック・リーグ所属球団の選手会役員
| 北海道日本ハムファイターズ   | 北海道日本ハムファイターズ      |
| ---------------------------- | ------------------------------- |
| 会長                         | 松本剛                          |
| 副会長                       | 淺間大基、清宮幸太郎            |
| 会計                         | 北山亘基                        |
| 書記                         | 上川畑大悟                      |
| 東北楽天ゴールデンイーグルス |                                 |
| 会長                         | 田中和基                        |
| 副会長                       | 早川隆久、村林一輝、 太田光     |
| 会計                         | 鈴木翔天                        |
| 埼玉西武ライオンズ           |                                 |
| 会長                         | 外崎修汰                        |
| 副会長                       | 田村伊知郎                      |
| 役員                         | 西川愛也、隅田知一郎、 蛭間拓哉 |

| 千葉ロッテマリーンズ     | 千葉ロッテマリーンズ          |
| ------------------------ | ----------------------------- |
| 会長                     | 中村奨吾                      |
| 副会長                   | 岩下大輝、小島和哉            |
| 役員                     | 安田尚憲、山口航輝、 横山陸人 |
| オリックス・バファローズ |                               |
| 会長                     | 若月健矢                      |
| 副会長                   | 頓宮裕真、山田修義            |
| 会計・書記               | 小木田敦也                    |
| 会長補佐                 | 渡部遼人                      |
| 福岡ソフトバンクホークス |                               |
| 会長                     | 周東佑京                      |
| 副会長                   | 栗原陵矢、松本裕樹、 柳町達   |